# Abdij van Tamié

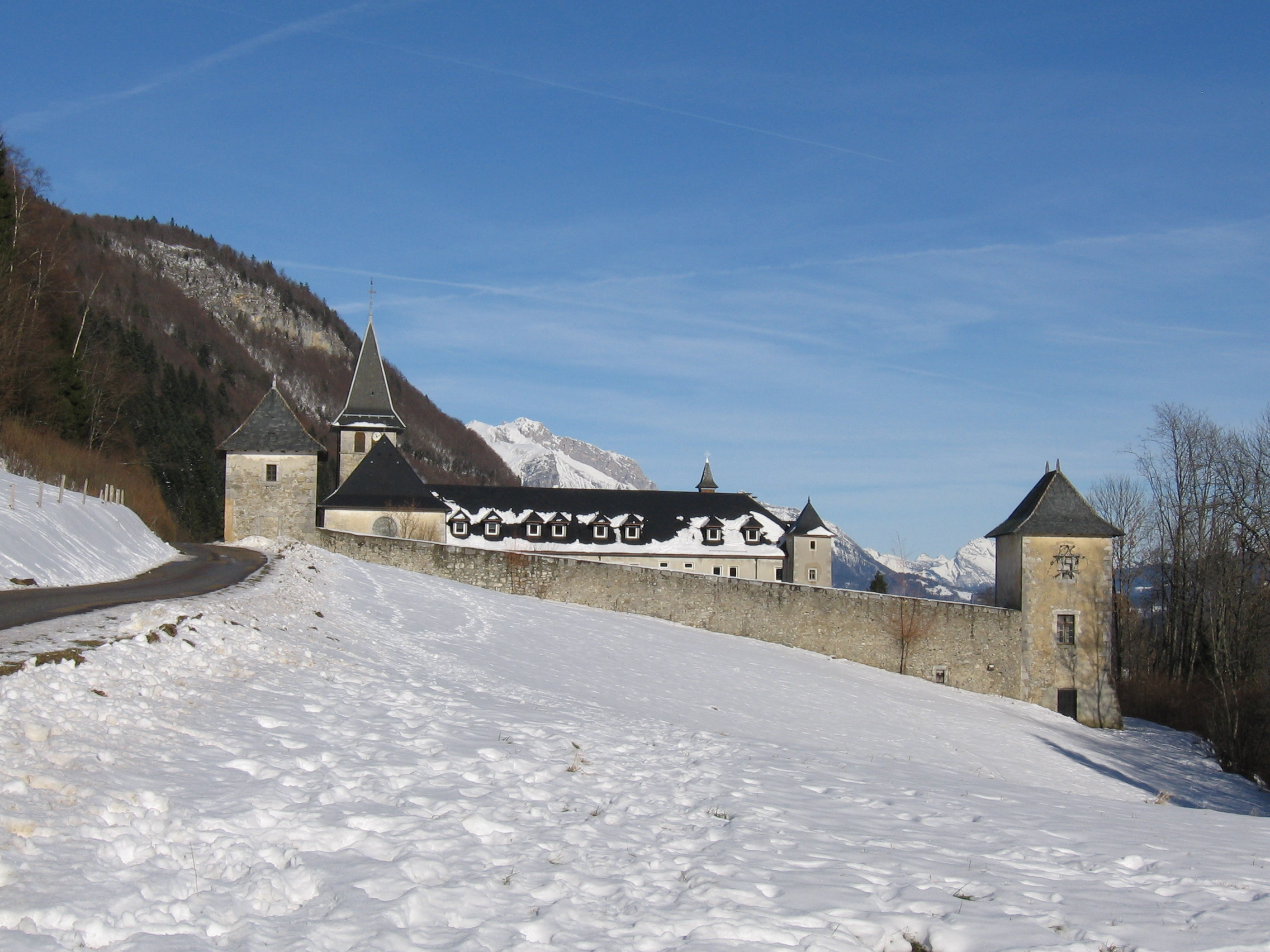
Het huidige abdijencomplex van Tamlé

De Abdij van Tamié (Frans: Abbaye de Tamié, of Abbaye Notre-Dame-de-Tamié) is een cisterciënzer abdij in Plancherine, bij Albertville in het Baugesmassief in het departement Savoie in Frankrijk. De abdij werd gesticht in 1133 als zusterhuis van de Abdij van Bonnevaux door de eerste abt Peter van Tarentaise. Het huidige gebouw stamt echter uit 1679.

## Geschiedenis
De abdij ontstond in 1132 toen de familie Chevon land afstond waar op initiatief van de latere aartsbisschop Peter II van Tarantaise de monniken mochten wonen.  Peter was zelf in 1133 monnik van de cisterciënzers geworden en hij was onderdeel van de abdij van Bonnevaux. In de nabije omgeving bezat de abdij de uithoven Clermont, la Chagne, Neufvillars, les Combes, la Rachy und Mercury, Plancherine, le Clos en Grésy, In de omgeving van Montmélian bezat het klooster de uithoven Bréda, Clarfay, le Cernon, Gatapays, Montmeilleur en les Molettes sowie Crue. In de omgeving van Chambéry die Grangien Oncins, Ruffey, les Moilles, l’Èpine, Rochessieux, la Bande, le Marais en Beauchiffrey en les Éteppes.  De oorspronkelijke kerk met een halfrond koorhek werd in 1150 gebouwd toen de commanderij nog weinig voorstelde. Het eerste verzoek om de abdij onder de abdij van La Trappe te laten vallen werd niet ingewilligd. Toen het verzoek in 1677 opnieuw werd ingediend werd het verzoek wel ingewilligd. Na het inwilligen van het verzoek werd het klooster ten zuiden van de oorspronkelijke locatie.
Na de Franse Revolutie werd de orde van de cisterciënzers in de buurt van Turijn opnieuw opgericht waar het spoor bijster raakt. Het klooster was in 1792 onderdeel van de Franse staat geworden en het complex werd in 1800 verkocht. In 1825 kocht koning Karel Felix van Sardinië het complex en hij liet het in 1827 restaureren waarna hij het aan de bisschop van Chambery overdroeg. In 1861 namen de trappisten uit de Abdij van La Grâce-Dieu intrek in het klooster. De trappistenorde was in 1817 in de Abdij van Bellevaux door Dom Eugène Huvelin gesticht.

## Gebouwen
Het abdijcomplex is in een vierkant opgezet met in de noordelijke vleugel het gastenverblijf. De in 1964 gerestaureerde abdijkerk is op het zuiden georiënteerd.

## Trivia
De herkomst van de abdij hangt samen met een tegenwoordig nog zichtbare religieuze cultus rond de heilige aartsbisschop Peter II van Tarentaise. Hij stichtte de abdij van Tamlé en stierf in Bellevaux waar hij ook begraven ligt. In het huidige katholieke leven probeert de abdij als spiritueel rustoord te  positioneren.
De abdij is bekend van de gelijknamige kaas, de Abbaye de Tamié. De kaasmakerij kent een geschiedenis van negen eeuwen en wel altijd volgens de regels van Sint-Benedictus: om te voorzien in de behoeftes van de gemeenschap.